# Flieden
Flieden est une municipalité allemande située dans le land de la Hesse et l'arrondissement de Fulda.

## Districts
Outre la localité principale, Flieden comporte les districts de Berishof, Buchenrod, Döngesmühle, Federwisch, Fuldaische Höfe, Höf und Haid, Katzenberg, Kautz, Kellerei, Keutzelbuch, Langenau, Laugendorf, Leimenhof, Magdlos, Rückers, Schweben, Stork (Ober- et Unterstork), Storker Hof, Struth et Weinberg.